# 1711 Sandrine
1711 Sandrine је астероид главног астероидног појаса чија средња удаљеност од Сунца износи 3,013 астрономских јединица (АЈ).
Апсолутна магнитуда астероида је 11,01.